# Collège Saint-Servais de Matara
 (novembre 2013).
Si vous disposez d'ouvrages ou d'articles de référence ou si vous connaissez des sites web de qualité traitant du thème abordé ici, merci de compléter l'article en donnant les références utiles à sa vérifiabilité et en les liant à la section « Notes et références ».
Le Collège Saint-Servais (en anglais St.Servatius College) est une institution d’enseignement pour garçons sise à Matara, dans le district le plus méridional du Sri Lanka. Fondée par les pères jésuites en 1897, le collège secondaire est nationalisé dans les années 1961 et est maintenant géré par le gouvernement. Il compte 2500 élèves. 

## Histoire
Le premier évêque de Galle, le jésuite belge Joseph Van Reeth, désireux de développer l'éducation dans son diocèse nouvellement créé, appelle à son aide les Jésuites belges. Le père Auguste Standaert et quelques autres arrivent à Galle en 1896 et le 2 novembre 1897, ouvrent une école de langue anglaise sur un bout de terrain au bord du fleuve Nilwala, à Pallimulla (Matara). Il y a 5 étudiants... Mais, l’année suivante, en 1898, les élèves sont déjà 54.
En août 1898, de nouveaux bâtiments sont construits pour l’école. Comme le projet est largement financé avec des fonds provenant du collège Saint-Servais de Liège, en Belgique, la nouvelle école de Matara, adopte le même saint patron et s’appelle donc ‘Saint Servatius’. Après quelques années le collège déménage à nouveau et s’établit définitivement à– Kotuwegoda, à Matara. 
En 1961 le gouvernement sri lankais nationalise tout l’enseignement et prend en charge les écoles privées. Jusqu’en 1966 le collège reste cependant géré par les pères jésuites. 

## Aujourd’hui
En 2008 le collège Saint Servais de Matara compte 2500 élèves et est considérée comme une des meilleures institutions d’enseignement secondaires au Sri Lanka. Son directeur en est Mr Nimalsiri Wanigabuduge. Le personnel enseignant dépasse la centaine.